# Carex almii
Carex almii är en halvgräsart som beskrevs av Holmb. Carex almii ingår i släktet starrar, och familjen halvgräs. Inga underarter finns listade i Catalogue of Life.